# Zastupnik
| Ovo je glavno značenje pojma Zastupnik. Za druga značenja, pogledajte Zastupnik (razdvojba). |

Zastupnik, izabrani narodni predstavnik (izaslanik) koji zastupa određnu društvenu skupinu u nekom od predstavničkih tijela vlasti; zastupničkom domu, skupštini ili parlamentu. Način izabiranja zastupnika, njegove ovlasti, trajanje zastupničkog mandata razlikuju se među državama, ovisno o njihovom društveno-političkom uređenju i izbornom sustavu.
Zastupnici u mjesnim predstavničkim tijelima nazivaju se vijećnicima (član gradskog vijeća) ili odbornicima (član mjesnog odbora). Predstavnici u gornjim domovima ili senatima najčešće se nazivaju senatorima. Član Kongresa SAD-a naziva se kongresnik.

## Vanjske poveznice
- LZMK / Hrvatska enciklopedija: zastupnik